# Total Nonstop Deletion
Total Nonstop Deletion fue un evento especial de lucha libre profesional producido por la Total Nonstop Action Wrestling (TNA). Tuvo lugar el 15 de diciembre de 2016 desde la residencia de Matt Hardy denominada "Dome of Deletion", en Cameron, Carolina del Norte. El evento contó con las apariciones especiales de The Hurricane, Disco Inferno, Road Warrior Animal, ODB y Swoogle, entre otros.

## Antecedentes
En el episodio del 9 de octubre de Impact Wrestling, Matt Hardy anunció que el episodio del 15 de diciembre sería un evento especial que se realizaría desde su residencia en Cameron, Carolina del Norte. El evento central del episodio se reveló que sería una invitación abierta a equipos en parejas por el Campeonato Mundial en Parejas de TNA; Hardy realizó diversas invitaciones a los campeones en parejas de otras empresas de lucha libre profesional como a los Campeones en Parejas de Raw de la WWE, The New Day; y a los Campeones Mundiales en Parejas de ROH y Campeones en Parejas Peso Pesado Junior IWGP, The Young Bucks (Matt Jackson & Nick Jackson), ofreciéndose aparecer en la programación de ROH y WWE a cambio de ello. La grabación, sin embargo, sería pospuesta debido a las cuestiones legales entre entonces presidente de TNA Presidente Billy Corgan y la empresa. Corgan perdería su orden judicial contra TNA, que había impedido la filmación de cualquier tipo el 31 de octubre, permitiendo la filmación de Total Nonstop Deletion comenzar más adelante esa semana. Durante las semanas previas a Total Nonstop Deletion, Matt Hardy hizo una aparición sorpresa en el evento de Ring of Honor, Final Battle, lanzando un desafío a The Young Bucks.

## Resultados
- King Maxel Hardy (con Rebecca Hardy) derrotó a Rockstar Spud en un No Disqualification Match (00:17).[8]
  - Maxel cubrió a Spud después de que Señor Benjamin aturdiera a Spud con un arma de electrochoques.
  - Después de la lucha, Maxel celebró con su padre Matt y su familia.
- Sienna derrotó a ODB ganando una oportunidad por el Campeonato de Knockouts de la TNA (3:55).[8]
  - Sienna cubrió a ODB después de golpearla con una silla y un «The Silencer».
  - Al principio, Sienna iba a luchar contra el dron Vanguard-1 (kayfabe), pero el árbitro se lo negó.
  - Después de la lucha, ODB levantó a Vanguard-1 y celebró con el público.
  - Esta es la reaparición de ODB en TNA después de dos años.
- Itchweeed derrotó a Chet Sterling en un Hardy House Rules Match (3:50).[8]
  - Itchweeed cubrió a Sterling después de un «Pesticide Elbow».
  - Después de la lucha, Itchweeed tomó una podadora y cortó la ropa de Sterling haciendo que éste huyera.
- La lucha entre Eddie Edwards (c) y Lashley por el Campeonato Mundial Peso Pesado de la TNA terminó sin resultado.[8]
  - La lucha quedó inconclusa cuando Edwards y Lashley continuaron atacándose fuera del recinto.
  - Después de la lucha, Edwards y Lashley continuaron atacándose, interfiriendo en el Apocalypto Tag Team Match.
  - Como consecuencia, Edwards retuvo el campeonato.
- The Broken Hardys (Matt Hardy & Brother Nero) (con Rebecca Hardy) eliminaron en última instancia a Decay (Abyss y Crazzy Steve) (con Rosemary) en un Tag Team Apocalypto y retuvieron el Campeonato Mundial en Parejas de TNA (44:00).[8]
  - Matt cubrió a Steve después de que Steve fuera expulsado de un volcán artificial y aterrizara en el ring.
  - Antes de la lucha, Rosemary interfirió a favor de Decay, atacando a Matt.
  - Durante la lucha, Gregory Shane Helms interfirió a favor de The Helms Dinasty, y The Hurricane a favor de The Broken Hardys.
  - Durante la lucha, Eddie Edwards y Lashley interfirieron en la lucha, atacándose entre sí.
  - Durante la lucha, James Storm ingresó a la lucha con un conjunto de hombres desconocidos para atacar a Abyss y a Steve pero éstos derrotaron a los secuaces de Storm.
  - Después de ser eliminado, Storm le aplicó un «Last Call» al fan que provocó su eliminación.
  - Después de ser eliminado, Swoogle intentó atacar a Lashley pero Lashley lo derribó empujándolo.
  - Después de la lucha, Matt y Nero celebraron junto con Rebecca y su familia. En esto, Rebecca anunció su embarazo.

| 1          | The Bruiserweights (John Skyler & Corey Hollis)             | Hollis                                        | Crazzy Steve                                  |                                               |                                               |
| 2          | The Ugly Ducklings (Colby Corino, Lance Lude & Rob Killjoy) | Todos                                         | Abyss                                         |                                               |                                               |
| 3          | Showtime (The Dirty Daddy & Snooty Fox)                     | Ambos                                         | Crazzy Steve y Abyss                          |                                               |                                               |
| 4          | Aaron Biggs & Mecha Mercenary                               | Ambos                                         | Abyss                                         |                                               |                                               |
| 5          | The Rock 'n' Roll Express (Ricky Morton & Robert Gibson)    | Gibson                                        | Matt Hardy                                    |                                               |                                               |
| 6          | The Bravado Brothers (Harlem Bravado & Lancelot Bravado)    | Harlem                                        | Rockstar Spud                                 |                                               |                                               |
| 7          | Rockstar Spud & Swoogle                                     | Spud                                          | Trevor Lee                                    |                                               |                                               |
| 8          | DCC (James Storm y otros)                                   | Secuaz de DCC                                 | Abyss                                         |                                               |                                               |
| 9          | The Helms Dinasty (Trevor Lee & Andrew Everett)             | Ambos                                         | Matt Hardy y The Hurricane                    |                                               |                                               |
| 10         | Decay (Abyss & Crazzy Steve)                                | Crazzy Steve                                  | Matt Hardy                                    |                                               |                                               |
| Ganadores: | The Broken Hardys (Matt Hardy & Brother Nero)               | The Broken Hardys (Matt Hardy & Brother Nero) | The Broken Hardys (Matt Hardy & Brother Nero) | The Broken Hardys (Matt Hardy & Brother Nero) | The Broken Hardys (Matt Hardy & Brother Nero) |